# 阿米尼亚 (纽约州)
阿米尼亚（英語：Amenia）是位于美国纽约州达奇斯县的一个镇，地处达奇斯县东部。2010年美国人口普查时，该镇有4436人。阿米尼亚镇建于1788年。其面积为43.6平方英里。